# Kompleks Kaliakra
Kompleks Kaliakra este o arie protejată (arie specială de conservare — SAC, sit de importanță comunitară — SCI) din Bulgaria întinsă pe o suprafață de 48.336,28 ha, integral pe uscat.

## Localizare
Centrul sitului Kompleks Kaliakra este situat la coordonatele 43°23′20″N 28°21′14″E / 43.3888°N 28.354°E.

## Înființare
Situl Kompleks Kaliakra a fost declarat sit de importanță comunitară în decembrie 2007 pentru a proteja 3 specii de plante și 35 de specii de animale. Situl a fost protejat și ca arie specială de conservare în decembrie 2017.

## Biodiversitate
Situată în ecoregiunile Marea Neagră și marină a Mării Negre, aria protejată conține 19 habitate naturale: Bancuri de nisip acoperite în permanență slab de apă marină, Terase mlăștinoase și terase nisipoase neacoperite de apă la reflux, Lagune de coastă, Golfuri mici largi și golfuri puțin adânci, Recifuri, Vegetație anuală la limita mareei, Faleze cu vegetație de Limonium spp. endemic de pe coastele mediteraneene, Salicornia și alte specii anuale care populează regiunile mlăștinoase și nisipoase, Pășuni mediteraneene udate de apa mării (Juncetalia maritimi), Dune mobile cu vegetație embrionară, Lacuri eutrofice naturale cu vegetație de tip Magnopotamion sau Hydrocharition, Pajiști carstice calcaroase sau bazofile, de Alysso-Sedion albi, Stepe ponto-sarmatice, Izvoare petrifiante cu formare de travertin (Cratoneurion), Pante stâncoase calcaroase cu vegetație casmofită, Peșteri inaccesibile publicului, Peșteri marine scufundate complet sau parțial, Păduri panonice cu Quercus pubescens, Păduri stepice euro-siberiene cu Quercus spp..
La baza desemnării sitului se află mai multe specii protejate:
- plante (3): târtan (Crambe tataria), Himantoglossum caprinum, Potentilla emilii-popii
- amfibieni (2): buhai de baltă cu burta roșie (Bombina bombina), Triturus karelinii
- mamifere (17): vidră de râu (Lutra lutra), hamster românesc (Mesocricetus newtoni), liliac cu aripi lungi (Miniopterus schreibersii), dihor de stepă (Mustela eversmanii), liliac cu urechi mari (Myotis bechsteinii), liliac cu urechi de șoarece (Myotis blythii), liliac cu picioare lungi (Myotis capaccinii), liliac cărămiziu (Myotis emarginatus), liliac comun (Myotis myotis), marsuin (Phocoena phocoena), liliacul mediteranean cu potcoavă (Rhinolophus euryale), liliacul mare cu potcoavă (Rhinolophus ferrumequinum), liliacul mic cu potcoavă (Rhinolophus hipposideros), liliacul cu potcoavă a lui méhely (Rhinolophus mehelyi), popândău (Spermophilus citellus), delfin mare (Tursiops truncatus), dihor pătat (Vormela peregusna)
- nevertebrate (10): Catopta thrips, croitorul mare al stejarului (Cerambyx cerdo), Euplagia quadripunctaria, rădașcă (Lucanus cervus), fluturele purpuriu (Lycaena dispar), croitorul cenușiu al stejarului (Morimus funereus), Probaticus subrugosus, Rosalia alpina, Vertigo angustior, Vertigo moulinsiana
- pești (2): scrumbie de dunăre (Alosa immaculata), rizeafcă (Alosa tanaica)
- reptile (4): Elaphe sauromates, țestoasa de baltă (Emys orbicularis), Testudo graeca, țestoasă bănățeană (Testudo hermanni)

Pe lângă speciile protejate, pe teritoriul sitului au mai fost identificate 37 de specii de plante, 4 specii de amfibieni, 11 specii de mamifere, 47 de specii de nevertebrate, 43 de specii de pești, 9 specii de reptile.